# Isaac Casaubon
Isaac Casaubon (Genève, 18 februari 1559 - Londen, 1 juli 1614) was een Franse classicus, hebraïcus en bibliothecaris. Hij werd in zijn tijd als een van de slimste mensen van Europa beschouwd (tezamen met Justus Lipsius en Josephus Justus Scaliger, deze drie werden door Charles Nisard het "literaire triumviraat van de 16e eeuw" genoemd).

## Jeugd en studie
Casaubon werd geboren in een Hugenoten-familie in Genève. In 1562 vestigde de familie zich in Crest in Frankrijk. Isaac kreeg onderwijs van zijn vader. Hij ging vervolgens studeren aan de Universiteit van Genève, waar Francis Portus zijn leermeester Grieks was.

## Hoogleraar in Zwitserland en Frankrijk
Portus wees hem als zijn opvolger als hoogleraar aan. Casaubon oefende die functie uit van 1581 tot 1596. In Genève trouwde hij ook zijn tweede vrouw Florence Estienne, dochter van een drukker. Dat kwam goed uit, want Casaubon gaf al zijn geld uit aan boeken. Als hoogleraar ontmoette hij verder in Genève diverse interessante geleerden, zoals Richard Thomson (uit Cambridge)  en Henry Wotton. Casaubon correspondeerde vanaf 1594 uitgebreid en vriendschappelijk met Joseph Scaliger. Ondertussen was hij zeer actief als editeur van klassieke teksten: Diogenes Laertius, Theocritus , Strabo, Polyaenus, Aristoteles, Plinius, Theophrastus  en Atheneus. In 1596 vertrok Casaubon op uitnodiging van vrienden naar de universiteit van Montpellier. Dat werd geen succes. Casaubon trok verder naar Lyon. In 1600 was hij in Parijs actief op de conferentie van Fontainebleau, waar hij niet op zijn plaats was (in de woorden van Scaliger was Casaubon daar een ezel tussen apen). Toch bleef Casaubon in Parijs, met een wedde van de koning. In 1604 volgde hij, met een salaris van 400 livres, de overleden Jean Gosselin op, die lang bibliothecaris van de koning was geweest. Casaubon bleef in Parijs tot 1610, gelukkig tussen zijn boeken.

## Naar Engeland
Na de moord op Hendrik IV in 1610 week Casaubon uit naar Engeland. Daar werd hij groots ontvangen, onder meer door Richard Bancroft, de aartsbisschop van Canterbury, en verder in Cambridge en bij St. Paul's in Londen. Ook kreeg hij een jaargeld van de Engelse koning James van £300. Officieel behield Casaubon (met verlof) zijn baan als bibliothecaris in Frankrijk. In 1611 kreeg Casaubon het Engels staatsburgerschap. Casaubon was als Fransman niet onomstreden in Engeland: hij sprak geen Engels, het jaloerse hof bekeek hem met scheve ogen en hij moest zich met zaken bezighouden die hem afhielden van zijn echte werk. Ondertussen studeerde hij door. In 1614, het jaar van zijn dood, publiceerde hij het werk De rebus sacris et ecclesiasticis exercitationes XVI. Dat was een analyse en herziene datering van het neoplatonische Corpus Hermeticum, dat van oudsher gezien werd als een Egyptisch werk van de hand van Hermes Trismegistus uit de tijd van Mozes. Casaubons werk was onderdeel van een reeks kerkhistorische weerleggingen tegen Cesare Baronio. Al in april 1612 had Casaubon besloten dat het Corpus Hermeticum een "vervalsing" was. Hij baseerde zijn conclusie op de taalkundige stijl van het Corpus, met veel afgeleide woorden en abstracta, en op de filosofische inhoud, die veel overeenkwam met Plato en neoplatoonse filosofen. Hij dateerde het werk in de eerste eeuwen van de christelijke jaartelling, na de opkomst van het christendom, maar lijkt aan te nemen dat er slechts één vervalser bij betrokken was. Casaubon was trouwens beslist niet de eerste die de ouderdom van het Corpus Hermeticum in twijfel trok, enkele andere hugenoten hadden dat eerder al gedaan, maar de echtheid ervan werd zeer algemeen aangenomen. Na zijn kritiek verloor het hermetisme geleidelijk aanzien, het snelst onder continentale protestanten.

## Dood en nalatenschap
Casaubon stierf op 1 juli 1614 aan een aangeboren afwijking van de blaas. (De blaas van Casaubon werd door bemiddeling van Pieter Pauw geschonken aan het Leids anatomisch theater.) Hij werd begraven in Westminster Abbey. 
Casaubon was zeer veelzijdig, wat wordt geïllustreerd door de door hem uitgegeven werken. Daaronder zijn Polybius, Aeschylus, Theophrastus, Suetonius en Persius.
In 1709 gaf de Nederlander Theodoor Jansson de correpondentie van Casaubon uit. Casaubons dagboek werd in 1850 uitgegeven. Het dagboek geeft een prachtig overzicht van de dagelijkse werkzaamheden van een intellectueel in de 16e eeuw.

## Literaire verwijzingen
De geleerden in het boek Middlemarch van George Eliot en in De Slinger van Foucault van Umberto Eco dragen de naam Casaubon.

## Brieven in Nederlandse bibliotheken
In Nederlandse bibliotheken worden tientallen brieven van Casaubon (aan onder meer Hugo de Groot en koning James I) bewaard, vooral in de Universiteitsbibliotheek Leiden, de Koninklijke Bibliotheek, de UB Utrecht en het Tresoar in Leeuwarden.

## Publicaties
- Antwoort Isaaci Casavboni op den brief vanden seer door-luchtighen ende eerwaerdighen cardinael Perronius, gheschreven wt den name ende van weghen den alder-door-luchtichsten koninck Jacobus, koninck van Groot-Britanien. Wt de Latĳnsche tale in onse Nederlantsche over-gheset, ende met een kleyne voorreden tot den leser verrĳckt ; nae de copĳe ghedruckt tot Londen by Ioannes Norton (1612)
- De Satyrica Graecorum & Romanorum Satira, Paris, 1605. Facsimile ed., ed. Peter E. Medine, 1973, Scholars' Facsimiles & Reprints, ISBN 978-0-8201-1115-5.

### Over Casaubon
- Anthony Grafton & Joanna Weinberg: “I have always loved the Holy Tongue”. Isaac Casaubon, the Jews, and a Forgotten Chapter in Renaissance Scholarship. Belknap Press of Harvard University Press, 2011. ISBN 978-0-674-04840-9
- T.A. Birrell: 'The reconstruction of the library of Isaac Casaubon'. In: Hellinga Festschrift/feestbundel/mélanges. Forty-three studies in bibliography presented to Prof. Dr. Wytze Hellinga on the occasion of his retirement from the chair of neophilology in the University of Amsterdam at the end of the year 1978, p. 60-68. Amsterdam, 1980. Geen ISBN.